# Sander Levin
Sander Martin ”Sandy” Levin, född 6 september 1931 i Detroit, Michigan, är en amerikansk demokratisk politiker. Han var ledamot av USA:s representanthus 1983–2019.

## Biografi
Levin gick i skola i Central High School i Detroit. Han avlade 1952 grundexamen vid University of Chicago och 1954 masterexamen vid Columbia University. Han avlade sedan 1957 juristexamen vid Harvard Law School. Han arbetade därefter som advokat.
Han valdes in i Michigans senat 1965. Levin utmanade ämbetsinnehavaren William Milliken i 1970 och 1974 års guvernörsval i Michigan. Han förlorade båda gångerna.
Levin blev invald i USA:s representanthus i valet 1982. Han har omvalts tretton gånger.
Levin är judisk. Han är äldre bror till senator Carl Levin.